# Diretor de calor
Um diretor de calor, ou CHO (Chief Heat Officer), é um funcionário público municipal focado no combate aos perigos do calor extremo e na redução dos efeitos das ilhas de calor urbanas.
A maioria desses profissionais são contratados por cidades, regiões e outras formas de governo locais. A posição surgiu no início de 2020, com várias cidades afetadas por ondas de calor nomeando diretores de calor para como estratégia para mitigar os efeitos crescentes das alterações climáticas aumentando a sombra, fornecendo centros de refrigeração, plantando árvores e coordenando ações anti-calor. Os primeiros cargos de diretores de calor foram criados em Los Angeles, condado de Miami-Dade, Melbourne, Atenas e Freetown. A iniciativa de criação dos cargos foi organizada pelo Resilience Center Adrienne Arsht – Rockefeller Foundation do Atlantic Council.
Eleni Myrivili é a atual diretora de calor do Programa de Assentamentos Humanos das Nações Unidas e diretora de resiliência climática da Cidade de Atenas.